# Тумвотер
Тумвотер (англ. Tumwater) — місто (англ. city) в США, в окрузі Тюрстон штату Вашингтон. Населення — 25 350 осіб (2020).

## Географія
Тумвотер розташований поруч з місцем, де річка Дешут впадає в Бадд-Інлет, найпівденнішу точку системи заток Пьюджет-Саунд, за координатами 46°59′20″ пн. ш. 122°55′26″ зх. д. / 46.98889° пн. ш. 122.92389° зх. д. (46.988986, -122.923981). За даними Бюро перепису населення США в 2010 році місто мало площу 37,53 км², з яких 37,09 км² — суходіл та 0,44 км² — водойми. В 2017 році площа становила 45,91 км², з яких 45,10 км² — суходіл та 0,81 км² — водойми.

## Демографія
Згідно з переписом 2010 року, у місті мешкала 17 371 особа в 7566 домогосподарствах у складі 4460 родин. Густота населення становила 463 особи/км².  Було 8064 помешкання (215/км²).
Расовий склад населення:
| - 85,0 % — білих - 4,8 % — азіатів - 1,7 % — чорних або афроамериканців - 1,2 % — корінних американців - 0,5 % — вихідців з тихоокеанських островів - 1,6 % — осіб інших рас |

До двох чи більше рас належало 5,2 %. Частка іспаномовних становила 6,2 % від усіх жителів.
За віковим діапазоном населення розподілялося таким чином: 21,7 % — особи молодші 18 років, 65,3 % — особи у віці 18—64 років, 13,0 % — особи у віці 65 років та старші. Медіана віку мешканця становила 37,4 року. На 100 осіб жіночої статі у місті припадало 91,2 чоловіків;  на 100 жінок у віці від 18 років та старших — 87,1 чоловіків також старших 18 років.
Середній дохід на одне домашнє господарство  становив 65 614 долари США (медіана — 56 512), а середній дохід на одну сім'ю — 75 371 долар (медіана — 67 394). Медіана доходів становила 54 686 доларів для чоловіків та 50 614 долари для жінок. За межею бідності перебувало 12,3 % осіб, у тому числі 17,6 % дітей у віці до 18 років та 6,9 % осіб у віці 65 років та старших.
Цивільне працевлаштоване населення становило 8686 осіб. Основні галузі зайнятості: публічна адміністрація — 23,2 %, освіта, охорона здоров'я та соціальна допомога — 18,2 %, роздрібна торгівля — 11,0 %, науковці, спеціалісти, менеджери — 8,5 %.